# Philipp Poisel/Diskografie
Diese Diskografie ist eine Übersicht über die musikalischen Werke des deutschen Liedermachers Philipp Poisel. Den Schallplattenauszeichnungen zufolge hat er bisher mehr als 850.000 Tonträger verkauft. Seine erfolgreichste Veröffentlichung ist das zweite Studioalbum Bis nach Toulouse mit über 200.000 verkauften Einheiten.

## Alben

### Studioalben
| Jahr | Titel Musiklabel                                | Höchstplatzierung, Gesamtwochen, AuszeichnungChartplatzierungen (Jahr, Titel, Musiklabel, Platzierungen, Wochen, Auszeichnungen, Anmerkungen) | Höchstplatzierung, Gesamtwochen, AuszeichnungChartplatzierungen (Jahr, Titel, Musiklabel, Platzierungen, Wochen, Auszeichnungen, Anmerkungen) | Höchstplatzierung, Gesamtwochen, AuszeichnungChartplatzierungen (Jahr, Titel, Musiklabel, Platzierungen, Wochen, Auszeichnungen, Anmerkungen) | Anmerkungen                                               |
| Jahr | Titel Musiklabel                                | DE | AT | CH | Anmerkungen                                               |
| ---- | ----------------------------------------------- | --- | --- | --- | --------------------------------------------------------- |
| 2008 | Wo fängt dein Himmel an? Grönland Records (WMG) | DE37 Gold · (11 Wo.)DE | AT65 (2 Wo.)AT | — | Erstveröffentlichung: 29. August 2008 Verkäufe: + 100.000 |
| 2010 | Bis nach Toulouse Grönland Records (RTD)        | DE8 Platin · (82 Wo.)DE | AT12 (13 Wo.)AT | CH57 (2 Wo.)CH | Erstveröffentlichung: 27. August 2010 Verkäufe: + 200.000 |
| 2017 | Mein Amerika Grönland Records (RTD)             | DE1 (13 Wo.)DE | AT6 (9 Wo.)AT | CH9 (3 Wo.)CH | Erstveröffentlichung: 17. Februar 2017                    |
| 2021 | Neon Grönland Records (RTD)                     | DE10 (3 Wo.)DE | AT33 (1 Wo.)AT | CH95 (1 Wo.)CH | Erstveröffentlichung: 17. September 2021                  |

### Livealben
| Jahr | Titel Musiklabel                                | Höchstplatzierung, Gesamtwochen, AuszeichnungChartplatzierungen (Jahr, Titel, Musiklabel, Platzierungen, Wochen, Auszeichnungen, Anmerkungen) | Höchstplatzierung, Gesamtwochen, AuszeichnungChartplatzierungen (Jahr, Titel, Musiklabel, Platzierungen, Wochen, Auszeichnungen, Anmerkungen) | Höchstplatzierung, Gesamtwochen, AuszeichnungChartplatzierungen (Jahr, Titel, Musiklabel, Platzierungen, Wochen, Auszeichnungen, Anmerkungen) | Anmerkungen                                               |
| Jahr | Titel Musiklabel                                | DE | AT | CH | Anmerkungen                                               |
| ---- | ----------------------------------------------- | --- | --- | --- | --------------------------------------------------------- |
| 2012 | Projekt Seerosenteich Grönland Records (RTD)    | DE1 Gold · (91 Wo.)DE | AT7 (21 Wo.)AT | CH32 (3 Wo.)CH | Erstveröffentlichung: 17. August 2012 Verkäufe: + 100.000 |
| 2024 | Neon Acoustic Orchestra Holunder Records (Sony) | DE18 (1 Wo.)DE | — | — | Erstveröffentlichung: 8. März 2024                        |

### EPs
| Jahr | Titel Musiklabel                  | Anmerkungen                           |
| ---- | --------------------------------- | ------------------------------------- |
| 2019 | Freunde EP Grönland Records (RTD) | Erstveröffentlichung: 23. August 2019 |

## Singles

### Als Leadmusiker
| Jahr | Titel Album                                             | Höchstplatzierung, Gesamtwochen, AuszeichnungChartplatzierungen (Jahr, Titel, Album, Platzierungen, Wochen, Auszeichnungen, Anmerkungen) | Höchstplatzierung, Gesamtwochen, AuszeichnungChartplatzierungen (Jahr, Titel, Album, Platzierungen, Wochen, Auszeichnungen, Anmerkungen) | Höchstplatzierung, Gesamtwochen, AuszeichnungChartplatzierungen (Jahr, Titel, Album, Platzierungen, Wochen, Auszeichnungen, Anmerkungen) | Anmerkungen                                                  |
| Jahr | Titel Album                                             | DE | AT | CH | Anmerkungen                                                  |
| ---- | ------------------------------------------------------- | --- | --- | --- | ------------------------------------------------------------ |
| 2008 | Wo fängt dein Himmel an?                                | DE77 (9 Wo.)DE | — | — | Erstveröffentlichung: 23. Mai 2008                           |
| 2008 | Ich & Du Wo fängt dein Himmel an?                       | — | — | — | Erstveröffentlichung: 5. September 2008                      |
| 2008 | Mit jedem deiner Fehler Wo fängt dein Himmel an?        | — | — | — | Erstveröffentlichung: 5. Dezember 2008                       |
| 2009 | Als gäb’s kein Morgen mehr Wo fängt dein Himmel an?     | DE90 (1 Wo.)DE | — | — | Erstveröffentlichung: 22. Mai 2009                           |
| 2010 | Wie soll ein Mensch das ertragen? Bis nach Toulouse     | DE5 Gold · (23 Wo.)DE | AT7 (24 Wo.)AT | CH16 (8 Wo.)CH | Erstveröffentlichung: 20. August 2010 Verkäufe: + 150.000    |
| 2010 | Bis nach Toulouse                                       | — | — | — | Erstveröffentlichung: 6. August 2010                         |
| 2011 | Eiserner Steg Bis nach Toulouse (Eiserner Steg Edition) | DE4 Gold · (41 Wo.)DE | AT13 (4 Wo.)AT | CH25 (2 Wo.)CH | Erstveröffentlichung: 23. September 2011 Verkäufe: + 150.000 |
| 2013 | Ich will nur (Live) Projekt Seerosenteich               | DE23 (13 Wo.)DE | AT35 (9 Wo.)AT | CH60 (2 Wo.)CH | Erstveröffentlichung: 21. Juni 2013                          |
| 2016 | Erkläre mir die Liebe Mein Amerika                      | DE9 (14 Wo.)DE | AT36 (2 Wo.)AT | — | Erstveröffentlichung: 16. September 2016                     |
| 2016 | Bis ans Ende der Hölle Mein Amerika                     | DE83 (1 Wo.)DE | — | — | Erstveröffentlichung: 21. Oktober 2016                       |
| 2016 | Das kalte Herz Mein Amerika                             | — | — | — | Erstveröffentlichung: 2. Dezember 2016                       |
| 2017 | Zum ersten Mal Nintendo Mein Amerika                    | — | — | — | Erstveröffentlichung: 13. Januar 2017                        |
| 2017 | Geh nicht Mein Amerika                                  | — | — | — | Erstveröffentlichung: 10. März 2017                          |
| 2017 | Roman Mein Amerika                                      | — | — | — | Erstveröffentlichung: 22. September 2017                     |
| 2018 | Freunde Freunde EP                                      | — | — | — | Erstveröffentlichung: 31. August 2018                        |
| 2019 | Bordsteinkantenleben –                                  | — | — | — | Erstveröffentlichung: 31. Mai 2019                           |
| 2019 | Ohne Ende Freunde EP                                    | — | — | — | Erstveröffentlichung: 9. August 2019                         |
| 2020 | Alles an dir glänzt Neon                                | — | — | — | Erstveröffentlichung: 21. August 2020                        |
| 2020 | Das Glück der anderen Leute Neon                        | — | — | — | Erstveröffentlichung: 20. November 2020                      |
| 2021 | Was von uns bleibt Neon                                 | — | — | — | Erstveröffentlichung: 28. Mai 2021                           |
| 2021 | Wunder Neon                                             | — | — | — | Erstveröffentlichung: 30. Juli 2021                          |
| 2021 | Alt und grau Neon                                       | — | — | — | Erstveröffentlichung: 20. August 2021                        |

### Als Gastmusiker
| Jahr | Titel Album                                       | Höchstplatzierung, Gesamtwochen, AuszeichnungChartplatzierungen (Jahr, Titel, Album, Platzierungen, Wochen, Auszeichnungen, Anmerkungen) | Höchstplatzierung, Gesamtwochen, AuszeichnungChartplatzierungen (Jahr, Titel, Album, Platzierungen, Wochen, Auszeichnungen, Anmerkungen) | Höchstplatzierung, Gesamtwochen, AuszeichnungChartplatzierungen (Jahr, Titel, Album, Platzierungen, Wochen, Auszeichnungen, Anmerkungen) | Anmerkungen                                                                              |
| Jahr | Titel Album                                       | DE | AT | CH | Anmerkungen                                                                              |
| ---- | ------------------------------------------------- | --- | --- | --- | ---------------------------------------------------------------------------------------- |
| 2012 | Wolke 7 Hallo Welt!                               | DE6 Gold · (33 Wo.)DE | AT21 (8 Wo.)AT | CH29 (7 Wo.)CH | Erstveröffentlichung: 3. August 2012 Verkäufe: + 150.000; Max Herre feat. Philipp Poisel |
| 2014 | Do They Know It’s Christmas? (Deutsche Version) – | DE1 (5 Wo.)DE | AT10 (3 Wo.)AT | CH21 (2 Wo.)CH | Erstveröffentlichung: 21. November 2014 mit Band Aid 30 Germany                          |
| 2022 | Erkläre mir die Liebe –                           | DE20 (4 Wo.)DE | — | — | Erstveröffentlichung: 21. April 2022 Juju feat. Chapo102 & Philipp Poisel                |

## Videoalben und Musikvideos

### Videoalben
| Jahr | Titel Musiklabel                             | Höchstplatzierung, Gesamtwochen, AuszeichnungChartplatzierungen (Jahr, Titel, Musiklabel, Platzierungen, Wochen, Auszeichnungen, Anmerkungen) | Höchstplatzierung, Gesamtwochen, AuszeichnungChartplatzierungen (Jahr, Titel, Musiklabel, Platzierungen, Wochen, Auszeichnungen, Anmerkungen) | Höchstplatzierung, Gesamtwochen, AuszeichnungChartplatzierungen (Jahr, Titel, Musiklabel, Platzierungen, Wochen, Auszeichnungen, Anmerkungen) | Anmerkungen                                                                      |
| Jahr | Titel Musiklabel                             | DE | AT | CH | Anmerkungen                                                                      |
| ---- | -------------------------------------------- | --- | --- | --- | -------------------------------------------------------------------------------- |
| 2013 | Projekt Seerosenteich Grönland Records (RTD) | DE*DE | AT1 (3 Wo.)AT | CH5 (2 Wo.)CH | Erstveröffentlichung: 21. Juni 2013 * Verkäufe werden dem Livealbum hinzuaddiert |

### Musikvideos
| Jahr | Titel                                           | Regisseur(e)                                                  |
| ---- | ----------------------------------------------- | ------------------------------------------------------------- |
| 2008 | Wo fängt dein Himmel an?                        |                                                               |
| 2008 | Ich & Du                                        | Marc Helfers                                                  |
| 2008 | Mit jedem deiner Fehler                         | Philipp Poisel                                                |
| 2009 | Als gäb’s kein Morgen mehr                      | Florian Meimberg                                              |
| 2010 | Wie soll ein Mensch das ertragen?               |                                                               |
| 2010 | Bis nach Toulouse                               |                                                               |
| 2010 | Zünde alle Feuer                                |                                                               |
| 2011 | Eiserner Steg                                   | Baris Aladag (Normale Version) Marc Helfers (Klavier Version) |
| 2012 | Wolke 7                                         | Bode Brodmüller                                               |
| 2013 | Ich will nur (Live)                             | Baris Aladag                                                  |
| 2014 | Do They Know It’s Christmas? (Deutsche Version) | Paul Ripke                                                    |
| 2016 | Erkläre mir die Liebe                           | Baris Aladag                                                  |
| 2016 | Bis ans Ende der Hölle                          |                                                               |
| 2017 | Zum ersten Mal Nintendo                         |                                                               |
| 2017 | Geh nicht                                       |                                                               |
| 2017 | Mein Amerika                                    |                                                               |
| 2018 | Freunde                                         |                                                               |
| 2019 | Bordsteinkantenleben                            |                                                               |
| 2019 | Ohne Ende                                       |                                                               |
| 2020 | Alles an dir glänzt                             |                                                               |
| 2020 | Das Glück der anderen Leute                     |                                                               |
| 2021 | Was von uns bleibt                              |                                                               |
| 2021 | Alt und grau                                    | Jasmin Baumgartner, Lorenz Uhl                                |
| 2022 | Erkläre mir die Liebe                           | Randolph Herbst, Xandi Kindermann                             |

## Autorenbeteiligungen und Produktionen
Philipp Poisel komponiert und textet den größten Teil seiner Lieder selbst. Die folgende Liste beinhaltet Werke Poisels, die es durch andere Interpreten in die Charts schafften.

| Jahr | Titel Interpretation        | Höchstplatzierung, Gesamtwochen, AuszeichnungChartplatzierungen (Jahr, Titel, Interpretation, Platzierungen, Wochen, Auszeichnungen, Anmerkungen) | Höchstplatzierung, Gesamtwochen, AuszeichnungChartplatzierungen (Jahr, Titel, Interpretation, Platzierungen, Wochen, Auszeichnungen, Anmerkungen) | Höchstplatzierung, Gesamtwochen, AuszeichnungChartplatzierungen (Jahr, Titel, Interpretation, Platzierungen, Wochen, Auszeichnungen, Anmerkungen) | Anmerkungen                          |
| Jahr | Titel Interpretation        | DE | AT | CH | Anmerkungen                          |
| ---- | --------------------------- | --- | --- | --- | ------------------------------------ |
| 2012 | Eiserner Steg Benny Fiedler | DE25 (3 Wo.)DE | AT53 (1 Wo.)AT | CH70 (1 Wo.)CH | Erstveröffentlichung: 6. Januar 2012 |

## Sonderveröffentlichungen

### Alben
| Jahr | Titel Musiklabel                               | Anmerkungen                                                      |
| ---- | ---------------------------------------------- | ---------------------------------------------------------------- |
| 2010 | iTunes Live aus München Grönland Records (RTD) | Erstveröffentlichung: 10. Dezember 2010 Vertrieb nur über iTunes |

### Lieder
| Jahr | Titel Album                                                    | Anmerkungen |
| ---- | -------------------------------------------------------------- | --- |
| 2012 | Wolke 7 Hallo Welt!                                            | Erstveröffentlichung: 27. August 2012 Max Herre feat. Philipp Poisel                                                       |
| 2017 | Ewig (MTV Unplugged) MTV Unplugged                             | Erstveröffentlichung: 3. November 2017 Peter Maffay feat. Philipp Poisel                                                   |
| 2017 | Freiheit, die ich meine (MTV Unplugged) MTV Unplugged          | Erstveröffentlichung: 3. November 2017 Peter Maffay feat. K. Melua, I. DeLange, J. Weist, J. Oerding, P. Poisel & T. Carey |
| 2017 | Wie soll ein Mensch das ertragen (MTV Unplugged) MTV Unplugged | Erstveröffentlichung: 3. November 2017 Peter Maffay feat. Philipp Poisel                                                   |

| Jahr | Titel Album                 | Anmerkungen                                         |
| ---- | --------------------------- | --------------------------------------------------- |
| 2020 | Ohne dich Selig macht selig | Erstveröffentlichung: 13. März 2020 Original: Selig |

| Jahr | Titel Soundtrack zu                   | Anmerkungen                            |
| ---- | ------------------------------------- | -------------------------------------- |
| 2011 | Eiserner Steg What a Man              | Erstveröffentlichung: 26. August 2011  |
| 2016 | Bis ans Ende der Hölle Das kalte Herz | Erstveröffentlichung: 21. Oktober 2016 |

### Videoalben
| Jahr | Titel Musiklabel                                              | Anmerkungen |
| ---- | ------------------------------------------------------------- | --- |
| 2010 | Bis nach Toulouse (Deluxe Edition) Grönland Records (RTD)     | Erstveröffentlichung: 26. November 2010 erweiterte Fassung mit Bonus-DVD; Verkäufe werden dem Studioalbum hinzuaddiert |
| 2010 | Wo fängt dein Himmel an? (Fan Edition) Grönland Records (WMG) | Erstveröffentlichung: 31. Dezember 2010 erweiterte Fassung mit Bonus-DVD; Verkäufe werden dem Studioalbum hinzuaddiert |

## Promoveröffentlichungen
| Jahr | Titel Album                 | Anmerkungen                                                         |
| ---- | --------------------------- | ------------------------------------------------------------------- |
| 2012 | Froh dabei zu sein (Live) – | Erstveröffentlichung: 15. August 2012 kostenloser Facebook-Download |

## Statistik

### Chartauswertung
Die folgende Aufstellung beinhaltet eine Übersicht über die Charterfolge Poisels in den Album-, Single- sowie den Musik-DVD-Charts. In Deutschland besteht die Besonderheit, dass Videoalben sich ebenfalls in den Albumcharts platzieren. In Österreich und der Schweiz werden für Videoalben eigenständige Chartlisten geführt.
|                     | DE    | AT    | CH    |
| ------------------- | ----- | ----- | ----- |
| Nummer-eins-Alben   | DE2DE | AT—AT | CH—CH |
| Top-10-Alben        | DE4DE | AT2AT | CH1CH |
| Alben in den Charts | DE6DE | AT5AT | CH4CH |

|                       | DE     | AT    | CH    |
| --------------------- | ------ | ----- | ----- |
| Nummer-eins-Singles   | DE1DE  | AT—AT | CH—CH |
| Top-10-Singles        | DE5DE  | AT2AT | CH—CH |
| Singles in den Charts | DE10DE | AT6AT | CH5CH |

|                          | DE    | AT    | CH    |
| ------------------------ | ----- | ----- | ----- |
| Nummer-eins-Videoalben   | DE—DE | AT1AT | CH—CH |
| Top-10-Videoalben        | DE—DE | AT1AT | CH1CH |
| Videoalben in den Charts | DE—DE | AT1AT | CH1CH |

### Auszeichnungen für Musikverkäufe
Anmerkung: Auszeichnungen in Ländern aus den Charttabellen bzw. Chartboxen sind in ebendiesen zu finden.
| Land/RegionAuszeichnungen für Musikverkäufe (Land/Region, Auszeichnungen, Verkäufe, Quellen) | Gold     | Platin  | Verkäufe | Quellen           |
| -------------------------------------------------------------------------------------------- | -------- | ------- | -------- | ----------------- |
| Deutschland (BVMI)                                                                           | 5× Gold5 | Platin1 | 850.000  | musikindustrie.de |
| Insgesamt                                                                                    | 5× Gold5 | Platin1 |          |                   |